# Mundo Invisível
Mundo Invisível é um filme brasileiro de 2011. É dividido em onze segmentos, cada um deles é dirigido por um diretor: Atom Egoyan, Beto Brant, Cisco Vasques, Gian Vittorio Baldi, Guy Maddin, Jerzy Stuhr, Laís Bodanzky, Manoel de Oliveira, Marco Bechis, Maria de Medeiros, Theo Angelopoulos e Wim Wenders, com exceção de "Kreuko" que é dirigido por Beto Brant e Cisco Vasques em conjunto. O filme foi idealizado por Leon Cakoff e Renata de Almeida, e exibido pela primeira vez em versão completa na 36ª Mostra Internacional de São Paulo. A versão finalizada foi exibida na 42ª Mostra Internacional de São Paulo em 2012.

## Enredo
O filme é divido em onze segmentos.

### "Do Visível ao Invisível"
Dirigido por Manoel de Oliveira
Dois velhos amigos, Ricardo e Leon (Ricardo Trêpa e Leon Cakoff), se reencontram perto do Conjunto Nacional, na Avenida Paulista. O brasileiro e o português tentam conversar, mas sempre acabam interrompidos pelo toque do celular de um deles. Para não serem interrompidos decidem conversar utilizando os seus aparelhos celulares.

### "Tributo ao Público de Cinema"
Dirigido por Jerzy Stuhr
O segmento mostra a reação de uma plateia ao assistir ao filme O Tempo de Amanhã, de Stuhr, durante a Mostra Internacional de São Paulo de 2003.

### "Gato Colorido"
Dirigido por Guy Maddin
No Dia de Finados, um gato preto que habita o Cemitério da Consolação tem que lidar com os visitantes.

### "Fábula - Pasolini em Heliópolis"
Dirigido por Gian Vittorio Baldi
O produtor Gian Vittorio Baldi decide filmar a vida do apóstolo São Paulo no bairro de Heliópolis.

### "Tekoha"
Dirigido por Marco Bechis
Um grupo de índios Guarani-Kaiowá caminha em meio a mata nativa do Parque Trianon, na Avenida Paulista, enquanto acreditam estar em uma floresta. Quando saem de lá são cercados por pessoas curiosas.

### "Ver ou Não Ver"
Dirigido por Wim Wenders
Yasmin, Itamara e Dandara, crianças com visão reduzida, estão passando por um tratamento na Santa Casa de São Paulo, desenvolvido pela doutora Sílvia Veitsman, que ensina crianças a usarem a visão residual desde cedo, para poderem frequentar uma escola comum ao invés de uma escola só para cegos.

### "Aventuras de um Homem Invisível"
Dirigido por Maria de Medeiros
Um garçom de um hotel de luxo percorre diversos quartos e encontra histórias cômicas ou trágicas de vários hóspedes enquanto se mantem invisível aos olhos dos mesmos.

### "Céu Inferior"
Dirigido por Theo Angelopoulos
Um pastor divulga suas crenças na Estação Sé e professa salmos, em meio ao submundo do centro e do subterrâneo da cidade de São Paulo.

### "O Ser Transparente"
Dirigido por Laís Bodanzky
"Ator invisível" é um conceito criado por Yoshi Oida, que acredita que quanto melhor é a interpretação do ator menos ele é notado, pois o espectador enxerga apenas o personagem. O segmento conta com os depoimentos de Yoshi Oida, Lee Taylor, Cássia Kiss e Monja Coen.

### "Kreuko"
Dirigido por Beto Brant e Cisco Vasques
Kreuko (Mauricio Paroni de Castro) decide que vai deixar a loucura tomar conta de si durante uma seção de quimioterapia e começa a narrar versões pervertidas das cenas de peças de William Shakespeare. Essas cenas são encenadas em um cenário com iluminação expressionista e mise-en-scène de cinema mudo. Foi  filmado em 2011  e incluído ao filme em 2012.

### "Yerevan - O Visível"
Dirigido por Atom Egoyan
Um homem (Leon Cakoff) viaja para Yerevan, a capital da Armênia, para saber mais sobre a história de seu avô, que sumiu na época conhecida como "genocídio armênio", em 1915, cumprindo uma promessa que fez à mãe: procurar alguém que conheça o pai dela.

## Elenco
- Ricardo Trêpa — segmento "Do Visível ao Invisível"
- Bocato — segmento "Do Visível ao Invisível"
- Leon Cakoff — segmentos "Do Visível ao Invisível" e "Yerevan - O Visível"
- Jerzy Stuhr — segmento "Tributo ao Público de Cinema"
- Gian Vittorio Baldi — segmento "Fábula - Pasolini em Heliópolis"
- Silvia Veitsman — segmento "Ver ou Não Ver"
- Denise Fraga — segmento "As Aventuras do Homem Invisível"
- Thalma de Freitas — segmento "As Aventuras do Homem Invisível"
- Joan-Louis Font — segmento "Yerevan - O Visível"
- Lee Thalor — segmento "O Ser Transparente"
- Elias Fica Vontade — segmento "Kreuko"
- Gerson Silva — segmento "Kreuko"
- José Wilker — segmento "Kreuko"
- Jupiter Apple — segmento "Kreuko"
- Laura Neiva — segmento "Kreuko"
- Mauricio Paroni — segmento "Kreuko"
- Renato Paroni — segmento "Kreuko"
- Sonia Braga — segmento "Kreuko"
- Thomas Oliveira — segmento "Kreuko"

## Produção
A ideia de criar um filme com essa temática foi de Leon Cakoff e Renata de Almeida, o idealizador e a diretora da Mostra Internacional de São Paulo, respectivamente. Cakoff então convidou Atom Egoyan para dirigir um longa com 11 segmentos que abordariam a invisibilidade social. Renata declarou que "[n]ão é que essas coisas sejam invisíveis, é que o banal, o que você vê todo dia, se torna invisível". Todos os segmentos foram gravados na cidade de São Paulo, com exceção de "Yerevan - O Visível" que foi gravado na capital armênia. Tal segmento foi feito por Egoyan após Cakoff mostrar-lhe algumas fotos de protestos na Armênia, o que lhe instigou. Isso agregado ao fato de serem amigos, ambos terem descendência armênia e o fato ser tão pouco divulgado pela mídia levou o cineasta a desejar relatar isso num filme.

## Recepção
Escrevendo para o G1, Rodrigo Zavala, do Cineweb, disse que "[h]á lgo de hipnótico nos segmentos que compõem Mundo Invisível". Ele ainda destacou a participação de Leon Cakoff no segmento "Yerevan - O Visível", comentando que "[a]o narrar uma história familiar verídica, Cakoff consegue mais uma vez fazer com que sua vida sirva a aproximar o público do cinema de melhor qualidade." Cássio Starling, da Folha de S. Paulo, comentou que esse filme foi melhor do que Bem-Vindo a São Paulo, também realizado durante a Mostra Internacional de São Paulo, pois "o conceito de 'invisibilidade' é vago, logo oferece mais possibilidades do que o de 'olhar sobre a metrópole'." Para Starling, "Atom Egoyan, Jerzy Stuhr e a dupla Beto Brant e Cisco Vasques assinam os episódios mais anômalos e provocativos." Inácio Araújo, também da Folha, notou que os segmentos "mais felizes" são aqueles em que Leon Cakoff participa e descreveu Mundo Invisível como "um filme de episódios em que a precariedade da produção é suprida, na maior parte dos casos, pela inspiração dos realizadores."
Paulo Santos Lima, da revista Cinética, disse que é complicado avaliar como um todo um filme que é feito de segmentos ainda mais quando "cada um por si parece negar a partilha de espaço num longa-metragem". Ele então comentou sobre alguns dos segmentos, chamando "Ver ou Não Ver" de um "documentário institucional" e "Tekoha" de "o mais sintético e dos mais fortes". Lima achou interessante a reação da plateia em "Tributo ao Público de Cinema", acrescentado que a luz da projeção parece "pretendida e destinada para o cinema." Para ele, o que fica de "Do Visível ao Invisível" é a "capacidade do cinema em reter um momento tão raro." O crítico ainda afirmou que "Aventuras do Homem Invisível" merece atenção ao contrário de alguns dos outros segmentos. Para Daniel Schenker, d'O Globo, os dois melhores curtas são os de Bodanzky e Egoyan, que "primam pela excelência". José Geraldo Couto descreveu Mundo Invisível como "uma obra bem mais madura e consistente, a despeito da deliberada heterogeneidade de enfoques, estilos e linguagens de suas partes."